# Skirpsto kopa
Skirpsto kopa, německy Kirbste Berg, je geomorfologická přírodní památka, písečná duna a kopec s nadmořskou výškou 53 m. Nachází se nad vesnicí Pervalka v Nerinze na Kuršské kose v Klaipėdském kraji ve východní Litvě. Zalesněný kopec se nachází v Karvaičių kraštovaizdžio draustinis (Krajinná rezervace Karvaičiai) v Národním parku Kuršská kosa a u jeho vrcholu je postaven vysílač.

## Další informace
Vláda Litevské republiky vyhlásila Skirpsto kopa za přírodní památku dne 18. prosince 1995. Místo je celoročně volně přístupné a vedou na něj značené lesní/polní cesty. Z vrcholu lze vidět Baltské moře, Kuršský záliv a jeho okolí.

## Galerie

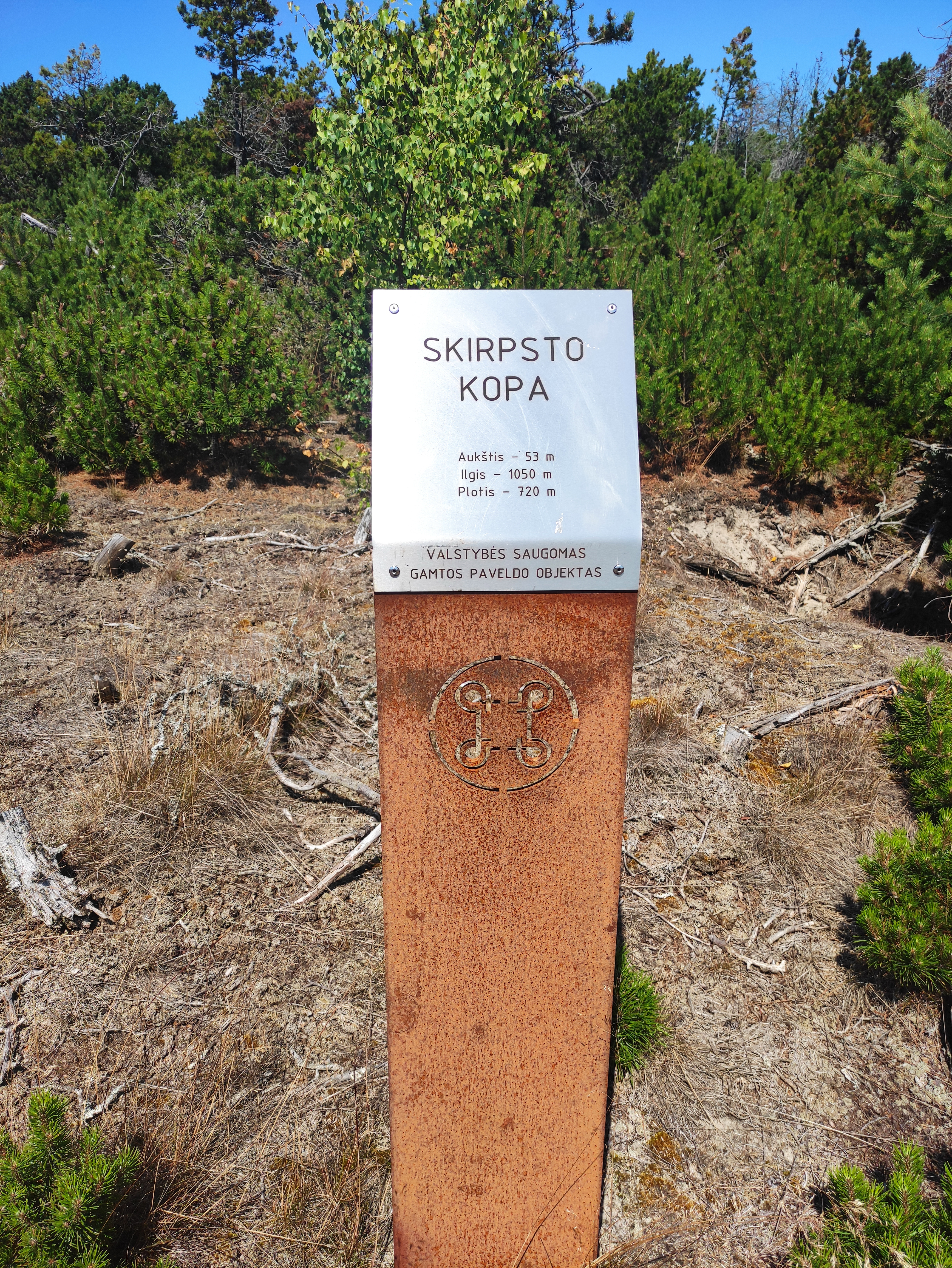
Informační panel na místě
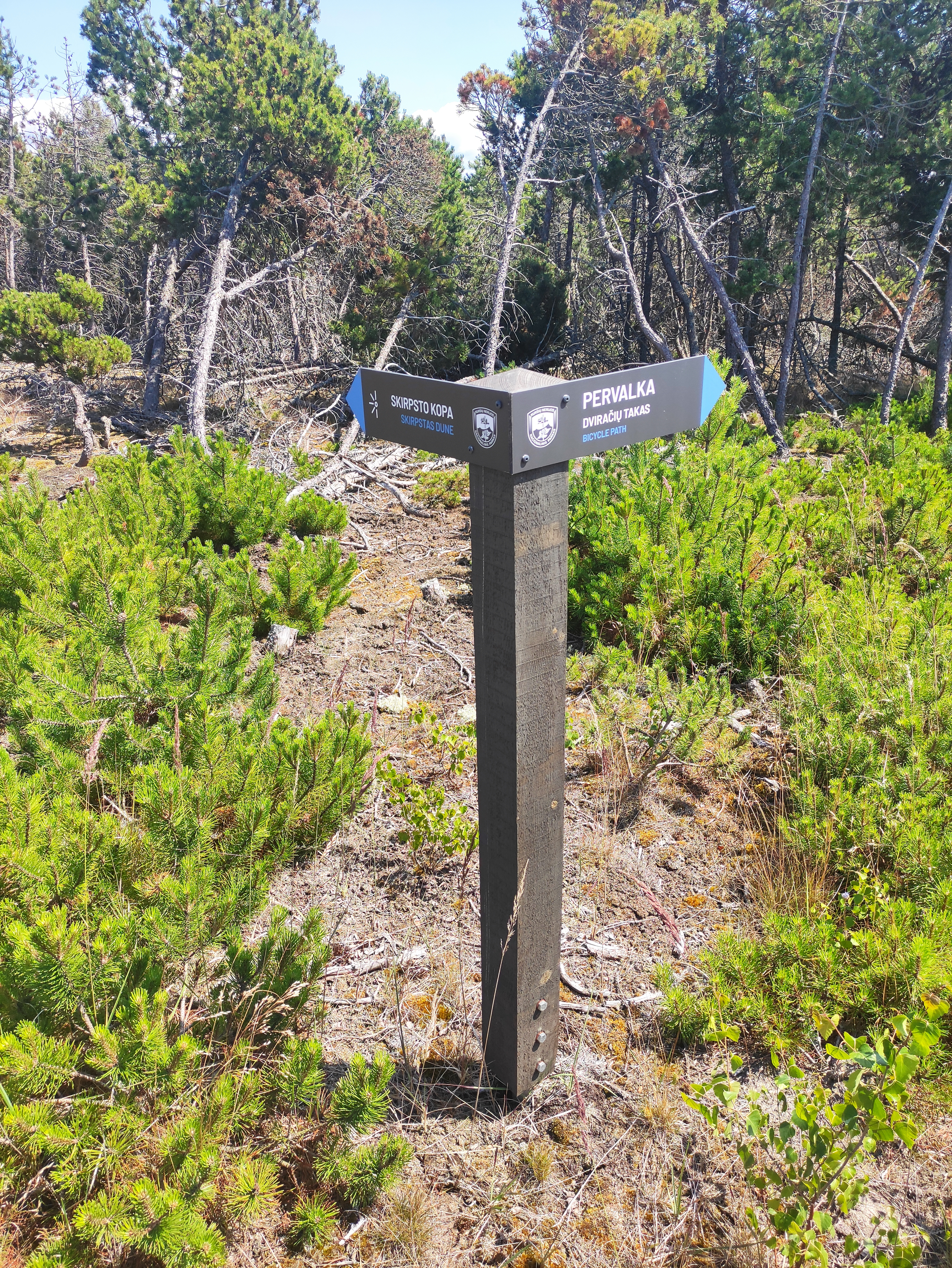
Turistický rozcestník na cestě
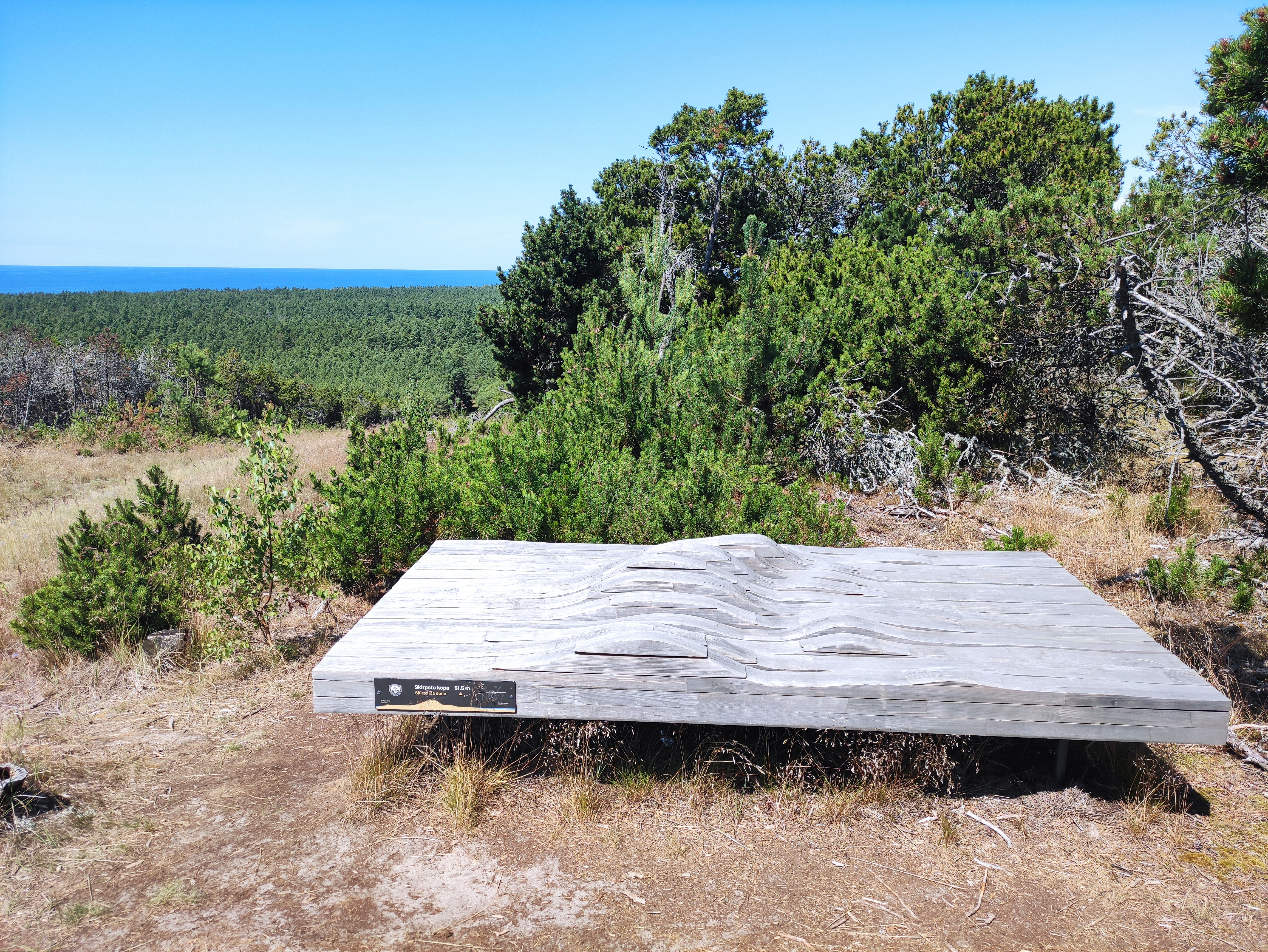
Vyhlídka
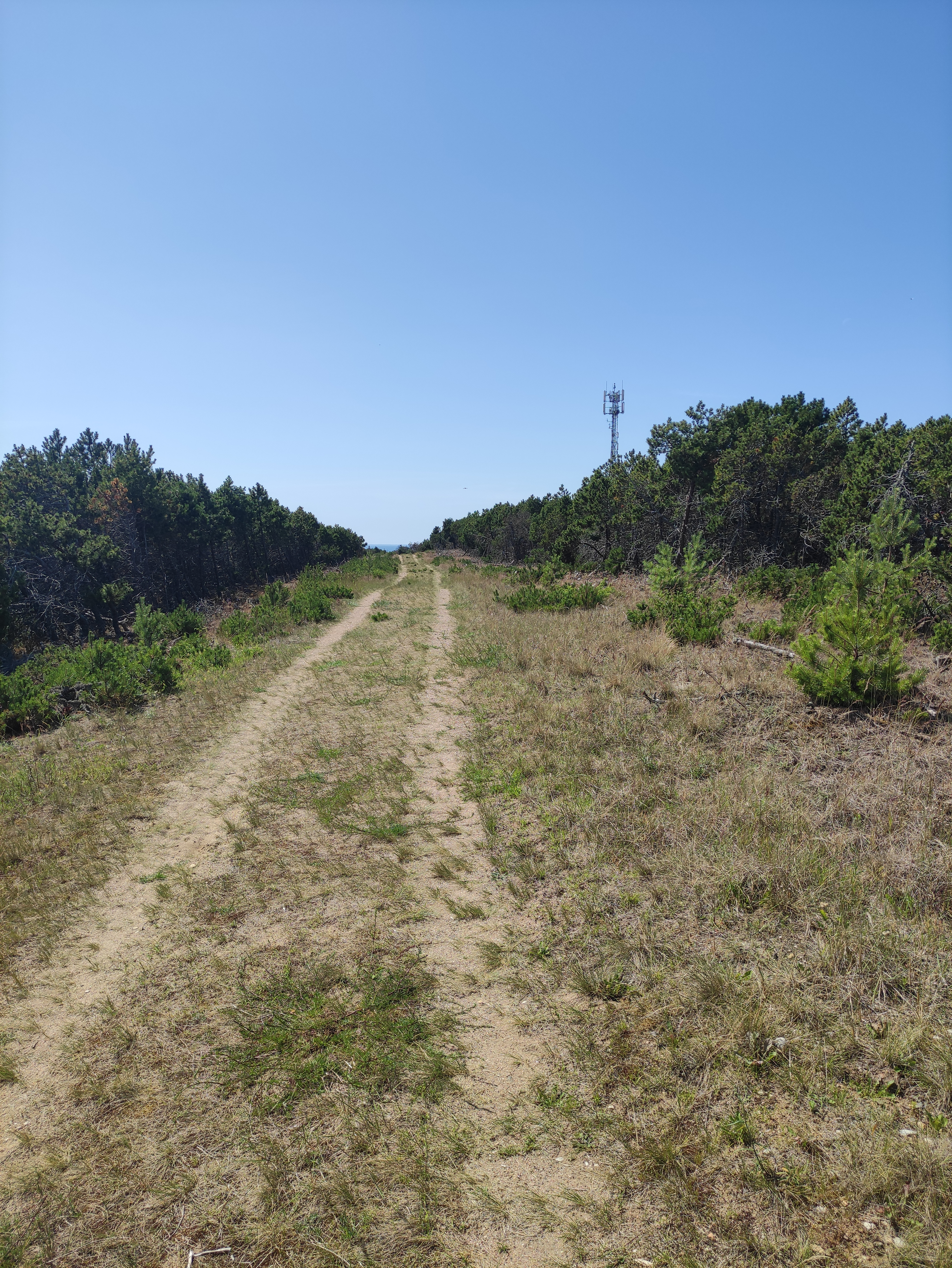
Cesta na vrchol
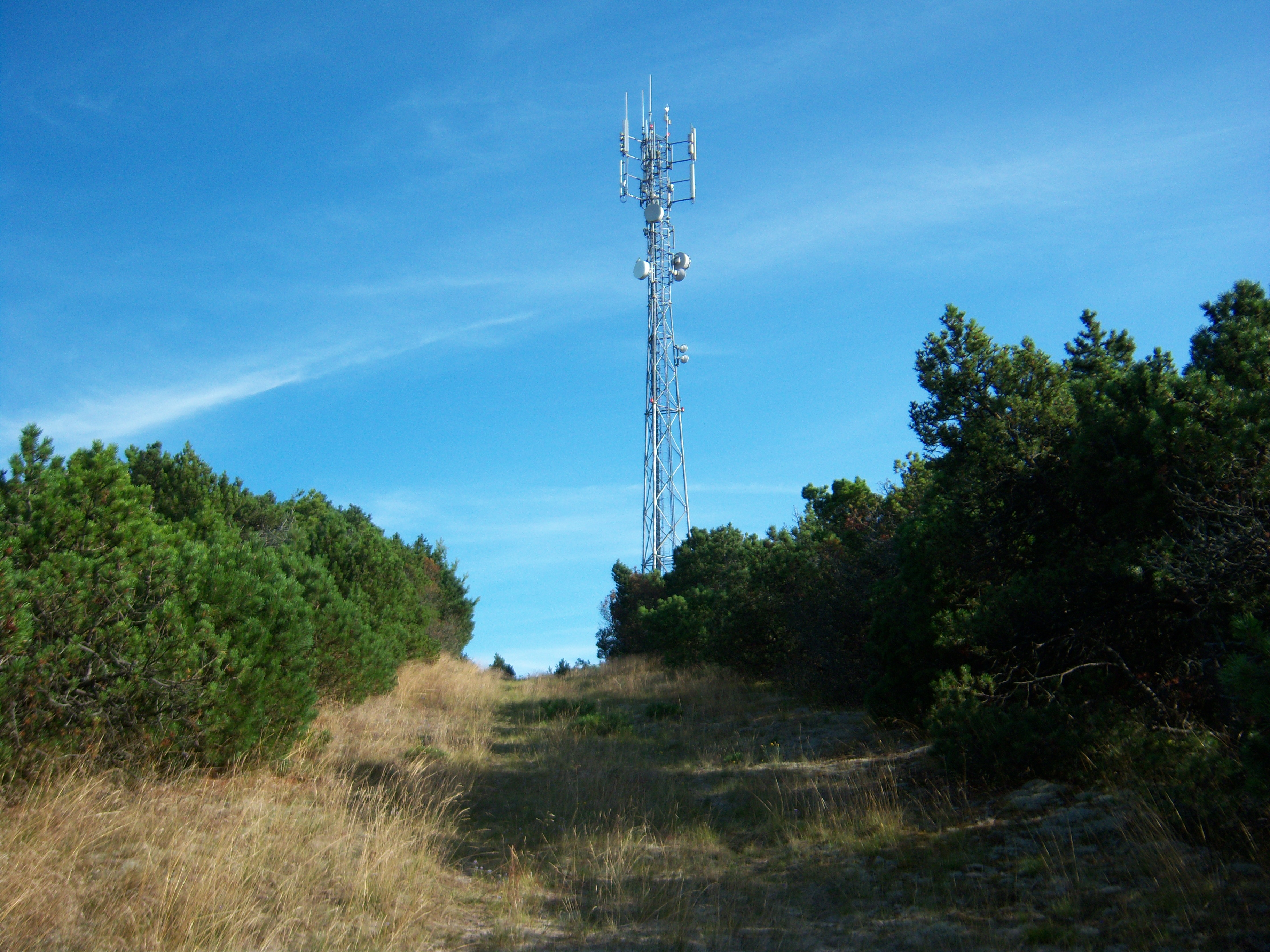
Vysílač